# Новоалександрово (Владимирская область)
Новоалександрово — село в Суздальском районе Владимирской области России, центр Новоалександровского сельского поселения.

## География
Село расположено в 12 км к северо-западу от Владимира.

## История

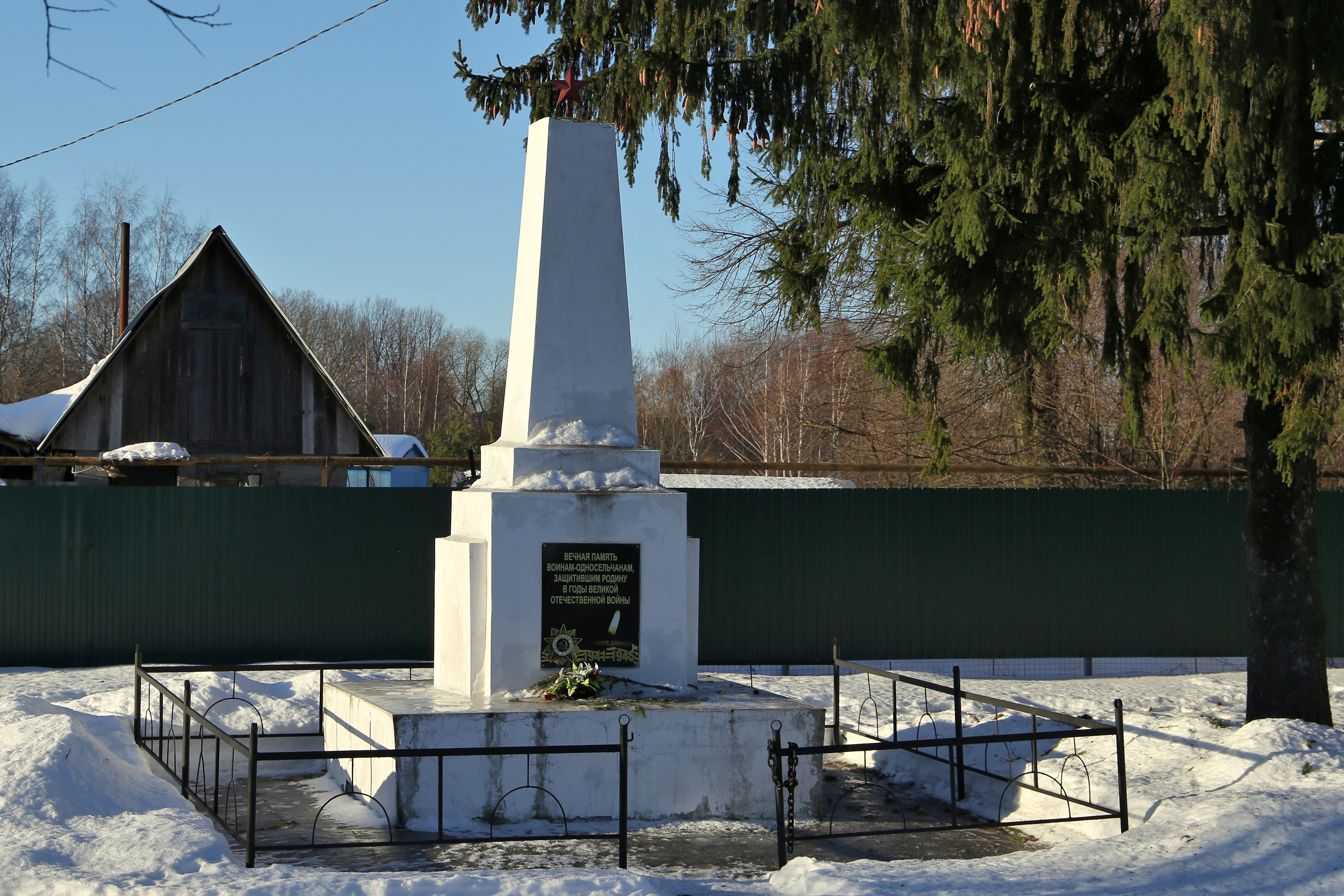
Воинский мемориал на Владимирской улице

На месте села стояла небольшая деревня. Издавна здесь селились искусные кузнецы, отсюда и название «Ковалево» (от слова «коваль» — кузнец), которое сохранялось до середины XIX века. Деревня Ковалёво входила в состав Петраковской волости Владимирского уезда. В 1859 году деревня Ковалёво насчитывала 64 двора и 530 жителей.
В 1878 году в деревне был построен храм Александра Невского, она приобрела статус села, которое стало называться Ново-Александрово. В начале XIX века село насчитывало уже 200 дворов. Работали две кузницы и две лавки. В 1906 году на средства земства была построена церковно-приходская школа. До 1933 года школа была начальной, а в 1935 году был первый выпуск семилетки — 12 человек. В 1932 году в Ново-Александрове был организован колхоз «Трудовик». В 1956 году его преобразовали в совхоз «Владимирский», на базе которого в 1970 году создан Владимирский совхоз-техникум (в настоящее время — Владимирский аграрный колледж). Сейчас это большое хозяйство. В совхозе пять животноводческих ферм. Хозяйство специализируется на выращивании зерновых и кормовых культур, картофеля. На полях и фермах хозяйства проходят технологическую и производственную практику студенты колледжа.
C 1929 года село являлось центром Ново-Александрвского сельсовета Владимирского района, с 1945 года — в составе Ставровского района, с 1960 года — в составе Сновицкого сельсовета Владимирского района, с 1965 года — в составе Суздальского района, с 1971 года — центр Новоалександровского сельсовета, с 2005 года — центр Новоалександровского сельского поселения.

## Население
| 1859 | 1897 | 1905 | 1926 | 2002  | 2010  | 2021  |
| ---- | ---- | ---- | ---- | ----- | ----- | ----- |
| 530  | ↗715 | ↗800 | ↘741 | ↗1467 | ↘1219 | ↘1099 |

## Образование и культура
На территории села находятся Ново-Александровская основная общеобразовательная школа (открыта в 1988 году), детский сад, детская школа искусств, чьи ученики стали лауреатами многих районных и областных конкурсов. 
Во Владимирском аграрном колледже создан музей, посвящённый его образованию и развитию. Так же при колледже находится стадион, где проходят спортивные мероприятия, как на уровне села, так и на уровне района. 
Культурно-массовую работу проводят дома культуры и централизованная библиотечная система.

## Достопримечательности
В селе расположена действующая церковь Александра Невского